# 2011
| 2011                                                         |
| ------------------------------------------------------------ |
| Dødsfald - Fødsler                                           |
| • Begivenheder • Film • Litteratur • Musik • Politik • Sport |

| Gregoriansk kalender | 2011 MMXI               |
| Ab urbe condita      | 2764                    |
| Armensk kalender     | 1460 ԹՎ ՌՆԿ             |
| Kinesiske kalender   | 4707 – 4708 庚寅 – 辛卯 |
| Etiopisk kalender    | 2003 – 2004             |
| Jødisk kalender      | 5771 – 5772             |
| Hindukalendere       |                         |
| - Vikram Samvat      | 2066 – 2067             |
| - Shaka Samvat       | 1933 – 1934             |
| - Kali Yuga          | 5112 – 5113             |
| Iransk kalender      | 1389 – 1390             |
| Islamisk kalender    | 1432 – 1433             |

2011 (MMXI) begyndte året på en lørdag.
Regerende dronning i Danmark: Margrethe 2. 1972-2024
Se også 2011 (tal)

## Begivenheder

### Januar
- 1. januar – Estland går over til euro, som erstatter landets hidtidige valuta, kroon.
- 2. januar – Et tomt regionaltog afsporer nord for Østerport station.
- 3. januar –  Et jordskælv (7,1 på Richterskalaen) rammer området nær provinshovedstaden Temuco i Chile.
- 4. januar – Formodede terrorplaner mod Jyllands-Postens redaktion i København afsløres.
- 5. januar – Cavlingprisen tildeles tre journalister ved Jyllands-Posten for en artikelserie om fysisk og psykisk skadede danske soldater.
- 8. januar – De kongelige tvillinger prins Vincent og hans lillesøster prinsesse Josephine bliver født på Rigshospitalet.
- 13. januar – Formanden for det Konservative Folkeparti, Lene Espersen, meddeler, at hun træder tilbage.
- 14. januar – Ved et gruppemøde i det Konservative Folkeparti udpeges Lars Barfoed som ny formand for partiet.
- 14. januar – Tunesiens præsident Zine El Abidine Ben Ali forlader sit præsidentembede efter 23 år ved magten.
- 25. januar – Henriette Kjær (K) fratræder posterne som politisk ordfører og formand for  folketingsgruppen.
- 25. januar – Den egyptiske revolution bryder ud.
- 26. januar – Den danske kok Rasmus Kofoed vinder guld i Bocuse d'Or (VM i kokkekunst).
- 28. januar – Protester rettet mod Egyptens regering intensiveres samtidig med, at den egyptiske regering suspenderer adgangen til internettet og SMS-netværket landet over.

### Februar
- - hjemmesiden Silk Road bliver startet
- 4. februar – Den 29-årige somalier Muhudiin Mohamed Geele idømmes ni års fængsel og udvisning for drabsforsøg på Kurt Westergaard, som han overfaldt i januar 2010.
- 6. februar – Maria Rørbye Rønn bliver ny generaldirektør i DR efter Kenneth Plummer.
- 6. februar – Danmarks elvtestørste pengeinstitut Amagerbanken går konkurs og overtages af Finansiel Stabilitet.
- 11. februar – Efter mere end to uger med protester over hele Egypten fratræder Hosni Mubarak posten som Egyptens præsident.
- 11. februar – To lærere og tretten elever kæntrede på Præstø Fjord.
- 15. februar – Oprøret i Libyen bryder ud.
- 22. februar – Et jordskælv finder sted i Christchurch, New Zealand.
- 24. februar – En dansk familie tages som gidsler af pirater ud for Somalia.
- 27. februar – Susanne Bier modtager en Oscar for bedste ikke-engelsksprogede film for sin film Hævnen (In A Better World).

### Marts
- – Muammar al-Gaddafi mister kontrollen over det østlige Libyen.
- –  I statsløse-sagen kommer det frem, at Danmark i mere end ti år har administreret i strid med FN-konventionerne.
- 8. marts – Den danske regering undergår en regeringsrokade under Lars Løkke Rasmussen, hvorved Søren Pind bliver ny integrationsminister og Peter Christensen bliver ny skatteminister.
- 10. marts – Illinois bliver den sekstende delstat i USA, der afskaffer dødsstraf.
- 11. marts – Japan bliver med jordskælvet ved Sendai ramt af et af de kraftigste jordskælv i historien
- 12. marts - en atomreaktor på Fukushima I atomkraftværk nedsmelter efter området er ramt af en tsunami efter et jordskælv i havet ved Sendai. Ingen mennesker mister livet eller kommer til skade af stråling. Der slap meget lidt ud.
- 18. marts – ICANN accepterer domænet .xxx som TLD (Top-Level Domain).

### April
- 7. april - det israelske forsvar benytter deres Iron Dome-missilsystem til for første gang at nedskyde et missil afsendt fra Gazastriben
- 13. april - Egyptens afstatte præsident Hosni Mubarak arresteres sigtet for korruption og magtmisbrug
- 14. april – Kronprins Frederik og kronprinsesse Mary holder dåb for deres tvillingebørn prinsesse Josephine og prins Vincent i Holmens Kirke.
- 26. april – Bo Lidegaard bliver ny chefredaktør for dagbladet Politiken.
- 29. april – Prins William bliver viet til Kate Middleton.

### Maj
- 1. maj – Pave Johannes Paul 2. bliver kåret salig i den katolske kirke.
- 2. maj – Osama bin Laden bliver dræbt af amerikanske specialtropper i Abbottabad, Pakistan.
- 14. maj – Dominique Strauss-Kahn, chefen for Den Internationale Valutafond, bliver sigtet for sexovergreb i New York.
- 16. maj – Rumfærgen Endeavour sendes op på sin sidste mission for at aflevere et alfamagnetisk spektrometer, der skal bruges til partikelfysiske eksperimenter på Den Internationale Rumstation.
- 18. maj – Lars von Triers nye film Melancholia får verdenspremiere på Cannes-festivalen i konkurrencen om Den Gyldne Palme.
- 19. maj – Lars von Trier bliver bortvist fra Filmfestivalen i Cannes, efter at han er kommet med nogle kontroversielle udtalelser om jøder og Adolf Hitler.
- 21. maj – Den islandske vulkan Grímsvötn går i udbrud kl. 19:25 (lokal tid). Der oprettes et lokalt flyveforbud på 220 km i alle retninger fra vulkanen.
- 31. maj- Lors Doukaiev, bombemanden fra Hotel Jørgensen bliver idømt tolv års fængsel.

### Juni
- 3. juni – Copenhagen Suborbitals opsender raketten Heat 1X Tycho Brahe ude i Østersøen, 30 km øst for Nexø.
- 6. juni – Retten i Hjørring afgiver dom over forældrene i Brønderslev-sagen, hvor de skulle have misbrugt de to ældste døtre af de ti børn og vanrøgtet i alt ni ud af ti børn.
- 12. juni - Tyrkiet afholder sit 17. parlamentsvalg.
- 15. juni – total måneformørkelse
- 15. juni - Folkemødet afholdes for første gang. Her som 3-dages arrangement i Allinge på Bornholm
- 21. juni – forældrene i Brønderslev-sagen  får deres straf. Begge anker dommen
- 26. juni - Fjordbank Mors erklæres konkurs, og overtages at det statslige selskab Finansiel Stabilitet

### Juli
- 2. juli – Dele af Sjælland rammes af et voldsomt skybrud, der giver oversvømmelser flere steder i hovedstaden og trafikale problemer i flere dage efter.
- 9. juli – Sydsudan skilles fra resten af Sudan og bliver en selvstændig stat.
- 10. juli – Tabloidavisen News of the World lukkes efter beskyldninger om telefonaflytninger.
- 21. juli – Rumfærge-programmet afsluttes.
- 22. juli – Et voldsomt terrorangreb rammer Oslo og Utøya. 77 mennesker dør, heriblandt én dansker.
- 23. juli – Ved en togkollision i Wenzhou mister 39 mennesker livet, og 192 bliver kvæstet, heraf 12 alvorligt.
- Juli - Store dele af Sydøstasien oplevede kraftige oversvømmelser, og over 700 døde.

### August
- 13. august – mindehøjtidelighed for 50 årsdagen for den første sten lagt til Berlinmuren.
- 23. august – et jordskælv på 5,8 rammer den amerikanske delstat Virginia. Rystelserne kan mærkes i Washington D.C. og New York.
- 26. august – statsminister Lars Løkke Rasmussen  udskriver folketingsvalg til afholdelse 15. september
- 28. august - ved en selvmordsbombe i Bagdad omkommer 32 mennesker og 39 kommer til skade
- 28. august – Orkanen Irene rammer storbyen New York.

### September
- 7. september – Flystyrt udenfor Jaroslavl i det vestlige Rusland, hvor det meste af ishockeyholdet Lokomotiv Jaroslavl omkommer.
- 11. september – Washington D.C. og New York markerer 10-årsdagen for terrorangrebet den 11. september 2001.
- 15. september – Folketingsvalg afholdes i Danmark. Venstre forbliver Folketingets største parti, men markant fremgang til Enhedslisten og Det Radikale Venstre betød at Helle Thorning-Schmidt efter valget kan danne regering sammen med R og SF.
- 28. september – den fredede bygning, KB-Hallen i København, nedbrænder.
- 29. september – Kina opsender sin første rumstation Tiangong 1.

### Oktober
- 1. oktober - Danmark sætter varmerekord i oktober med 26,9 °C målt i Sønderjylland
- 3. oktober – Helle Thorning-Schmidt bliver Danmarks første kvindelige statsminister med dannelsen af en regering med ministre fra S, R og F.
- 20. oktober – Libyens tidligere diktator Muammar al-Gaddafi bliver dræbt; Der fremkommer flere forklaringer på  årsagen til hans død.

### November
- 11. november – Motorvejen mellem Brande og Riis åbner for trafik. Dermed er der nu højklassevej mellem Herning og Horsens.
- 12. november – Silvio Berlusconi trådte tilbage som Italiens regeringschef.
- 12. november – Den Arabiske Liga enes om at suspendere Syriens medlemskab, om ikke den fortsatte voldelige undertrykkelse af en intern opstand ophører.
- 16. november – Mario Monti efterfølger Silvio Berlusconi som italiensk ministerpræsident.

### December
- 3. december – Skatteminister Thor Möger Pedersen opretter en undersøgelseskommission, der har til opgave at undersøge skatteministeriets rolle i behandlingen af Stephen Kinnocks skatteforhold.
- 8. december – Danmarks Nationalbank nedsætter renten på udlån til 0,8 %, hvilket er den laveste sats i bankens historie.
- 18. december – første etape af Frederikssundmotorvejen mellem Motorring 3 og Motorring 4 indvies
- 30. december - Samoa flytter datolinjen og skifter fra tidszonen UTC−11 (UTC−10 under sommertid) til tidszonen UTC+13 (UTC+14 under sommertid), hvorved landet springer den 30. december over dette år. Tokelau gør det samme - de bruger blot ikke sommertid.

## Født
- 8. januar – Prins Vincent af Danmark, dansk prins.
- 8. januar – Prinsesse Josephine af Danmark, dansk prinsesse.

## Nobelprisen
- Fysik: Saul Perlmutter, Brian Schmidt og Adam Riess
- Kemi: Daniel Shechtman
- Medicin: Bruce A. Beutler og Jules A. Hoffmann samt Ralph M. Steinman
- Litteratur: Tomas Tranströmer
- Fred: Ellen Johnson Sirleaf, Leymah Gbowee og Tawakkul Karman
- Økonomi: Thomas J. Sargent og Christopher A. Sims

## Sport
- 30. januar – Danmark får sølv ved VM i håndbold for mænd, da håndboldlandsholdet taber VM-finalen efter forlænget spilletid til Frankrig. Frankrig bliver derved verdensmestre.
- 16. marts – Ottendelsfinalen bliver endestationen for FC København i UEFA Champions League, da klubben samlet taber 0-2 til Chelsea FC.
- 11. – 25. juni – U/21 Europamesterskabet i fodbold afholdes i Danmark med Aalborg, Aarhus, Herning og Viborg som værtsbyer
- 6. september - fodboldkamp mellem Norge og Danmark
- 19.- 25. september – Verdensmesterskabet i landevejscykling afholdes i Rudersdal, Danmark

## Musik

### Koncerter og arrangementer

#### Februar
- 19. februar: Kylie Minogue i MCH Multiarena, Herning.
- 26. februar: I Dansk Melodi Grand Prix 2011 vinder A Friend in London med New Tomorrow.

#### Marts
- 4. marts: Youssou N'Dour i Vega, København.
- 18. marts: James Last i MCH Multiarena, Herning.
- 26. marts: Hansi Hinterseer i Ballerup Super Arena.
- 27. marts: Hansi Hinterseer i Gigantium, Aalborg.
- 28. marts: Hansi Hinterseer i Stadium Arena Fyn, Odense.

#### April
- 1. april: Justin Bieber i MCH Multiarena, Herning.
- 29. april: The Dubliners i Musikhuset Aarhus.

#### Maj
- 1. maj: The Dubliners i Tivolis Koncertsal, København.
- 3. maj: The Dubliners i Ringsted Kongrescenter.
- 6. maj: The Dubliners i Tinghallen, Viborg.
- 6. maj: Lang Lang i DR Koncerthuset, København.
- 7. maj: Roger Waters: The Wall i Parken, København.
- 8. maj: Queens of the Stone Age i Vega, København.
- 9. maj: Sade i Forum København.
- 10.-14. maj: I Eurovision Song Contest
- 14. maj – Azerbaijan vinder årets udgave af Eurovision Song Contest med sangen "Running Scared" af Ell and Nikki. Konkurrencen blev dette år afholdt i Düsseldorf, Tyskland
- 14. maj: Helene Fischer i MCH Multiarena, Herning.
- 21. maj: Katie Melua i Falkonersalen, København.
- 27.-29. maj: Jelling Musikfestival, Jelling.

#### Juni
- 1.-4. juni: Skive Festival, Skive.
- 11. juni: Eric Clapton i MCH Multiarena, Herning.
- 13. juni: Roger Waters: The Wall i Jyske Bank Boxen, Herning.
- 15. juni: The Eagles i Hjallerup.
- 18. juni: Anastacia på Livgardens Eksercérplads ved Rosenborg Slot, København.
- 19. juni: Janet Jackson i Falkonersalen, København.
- 19. juni: Bon Jovi i Horsens.
- 21. juni: Foo Fighters på Refshaleøen, København.
- 28. juni: Erasure i Operaen, København.
- 30. juni: Chicago i Mølleparken, Sønderborg.

#### Juli
- 1.-3. juli: Roskilde Festival.
- 10. juli: Toto i Musikteateret, Vejle.
- 11. juli: Morrissey i Operaen, København.
- 12. juli: Anthrax i Voxhall, Aarhus.
- 13. juli: Morrissey i Voxhall, Aarhus.
- 15. og 16. juli: Take That i Parken, København
- 16. juli – Take That aflyser koncert i Parken i København, da Robbie Williams er ramt af en maveforgiftning; dagen før spillede de en anmelderrost udsolgt koncert, ligeledes i Parken.
- 28. juli-3. august: Sundsøre Musikfestival, Junget, Salling.

#### August
- 25. august: Dolly Parton i Forum København.
- 27. august: Arcade Fire i Ballerup Super Arena.
- 29. og 31. august: George Michael i MCH Multiarena, Herning.

#### September
- 2. september: George Michael i MCH Multiarena, Herning.
- 2. og 3. september: Antony & The Johnsons i DR Koncerthuset, København.
- 18. september: Josh Groban i Falkoner Salen, København.
- 27. september: Bellamy Brothers i Aalborg Kongres & Kultur Center.

#### Oktober
- 10. oktober: Britney Spears i MCH Multiarena, Herning.
- 14. oktober: Rick Astley i Portalen, Greve.
- 14. oktober: Red Hot Chili Peppers i MCH Multiarena, Herning.
- 21. oktober: Tori Amos i Det Kongelige Teater, København.
- 28. oktober: Rihanna i MCH Multiarena, Herning.

#### November
- 5. november: Bon Iver i Falkoner Salen, København.

#### December
- 2. december: Johnny Logan i Slagelse Musikhus.
- 14. december: Lukas Graham i Lille Vega, København.
- 7. december: Johnny Logan i Sønderborghus, Sønderborg.

### Albumudgivelser

#### Amerikanske udgivelser
- 12. januar: Jay-Z featuring Kanye West: H.A.M. – Single
- 7. marts: R.E.M.: Collapse Into Now
- 25. marts: Britney Spears: Femme Fatale
- 28. juni: Limp Bizkit: Gold Cobra
- 12. september: Anthrax: Worship Music

### Britiske udgivelser
- 21. januar: Adele: 21

#### Danske udgivelser
- 14. marts: L.O.C. med Libertiner
- 26. april: Nik & Jay med Engle eller Dæmoner
- 12. september: Suspekt med Elektra
- 19. september: Medina med For altid
- 3. oktober: Aqua: Megalomania
- 17. oktober: Rasmus Seebach med Mer' end kærlighed

### Nye navne
- A Friend in London – startede oprindeligt i 2005, men er først blevet landskendte, efter at have vundet Dansk Melodi Grand Prix 2011 d. 26. februar med sangen New Tomorrow.
- Kidd – september
- Lukas Graham – oktober

## Film
- Klovn - The Movie havde egentlig premiere i 2010, men fortsatte med at sælge godt i begyndelse af 2011 og havde således den tredje højeste danske billetsalg da tallene blev gjort op for første halvår 2011.
- Alle for én, en anden dansk film, havde i første halvår det største danske billetsalg efterfulgt at Pirates of the Caribbean.[1]

- Ved Filmfestivalen i Cannes gjorde Lars von Trier sig bemærket med provokerende udtalelser under et pressemøde.

Den amerikanske instruktør Terrence Malick vandt De Gyldne Palmer med The Tree of Life og Nicolas Winding Refn vandt prisen for som bedste instruktør på baggrund af sin amerikanske film Drive.
- To af filmverdenens største instruktører, Peter Jackson og Steven Spielberg, har slået sig sammen, og er i gang med at lave noget, der angiveligt ligner en animationsfilm (hvorledes af scenerne bliver optaget med skuespillere, men bagefter laves om til en anden grafik), af Hergés tegneserie Tintin og Enhjørningens Hemmelighed. Filmen forventes premiere ved udgangen af året.

- Dokumentarfilmen Bobby Fischer Against the World udkommer i Juni i USA.

## Bøger
- 27. januar – Tage Aille Borges udgiver ERRATA, 1: Praksis, en genealogisk manøvre på Forlaget Armé – en hyldest til forfatteren Per Højholt.
- 18. juni – Sissel-Jo Gazan vandt Den Gyldne Kødøkse for Danskernes Yndlingskrimi 2000-2010 med Dinosaurens fjer.
- Helle Helle modtager Boghandlernes gyldne Laurbær for romanen Dette burde skrives i nutid.